# Dora (Alabama)
Dora é uma cidade localizada no estado americano do Alabama, no Condado de Walker.

## Demografia
Segundo o censo americano de 2000, a sua população era de 2.413 habitantes.
Em 2006, foi estimada uma população de 2.437, um aumento de 24 (1,0%).

## Geografia
De acordo com o United States Census Bureau, a localidade tem uma área de 19,5 km², sem área coberta por água. Dora localiza-se a aproximadamente 82 m acima do nível do mar.

## Localidades na vizinhança
O diagrama seguinte representa as localidades num raio de 24 km ao redor de Dora.